# Quincy Hall
Quincy Hall (Kansas City, 31 luglio 1998) è un velocista e ostacolista statunitense, campione olimpico dei 400 metri piani ai Giochi di Parigi 2024.
Con il tempo di 43"40, stabilito in occasione dei Giochi olimpici di Parigi 2024, occupa il quarto posto nella top-list degli atleti più veloci di sempre nei 400 metri piani.

## Carriera
Nel 2023 ha vinto la medaglia di bronzo ai mondiali di Budapest nei 400 m piani, facendo segnare in finale il nuovo primato personale di 44"37, e l'oro nella staffetta 4x400 metri. Nel 2024, alle Olimpiadi di Parigi, conquista la medaglia d'oro nei 400 metri piani con il crono di 43"40 (suo nuovo record personale), rendendosi artefice di una grande rimonta negli ultimi 80 metri di gara.

## Palmarès
| Anno | Manifestazione       | Sede      | Evento        | Risultato | Prestazione | Note                                    |
| ---- | -------------------- | --------- | ------------- | --------- | ----------- | --------------------------------------- |
| 2017 | Panamericani U20     | Trujillo  | 400 m hs      | Oro       | 49"02       | Miglior prestazione personale           |
| 2019 | Campionati NACAC U23 | Queretaro | 400 m piani   | Oro       | 49"77       |                                         |
| 2022 | Campionati NACAC     | Freeport  | 4×400 m mista | Oro       | 3'12"05     |                                         |
| 2022 | Campionati NACAC     | Freeport  | 4×400 m       | Oro       | 3'01"79     |                                         |
| 2023 | Mondiali             | Budapest  | 400 m piani   | Bronzo    | 44"37       | Miglior prestazione personale           |
| 2023 | Mondiali             | Budapest  | 4×400 m       | Oro       | 2'57"31     | Miglior prestazione mondiale stagionale |
| 2024 | Giochi olimpici      | Parigi    | 400 m piani   | Oro       | 43"40       | Miglior prestazione personale           |